# 菅竈由良度美
菅竈由良度美（すがかまゆらどみ）は、日本神話の人物。神功皇后の母方の祖母。清日子と当摩之咩斐の子として誕生。伯父の多遅摩比多訶に娶られる。

## 家族
菅竈由良度美の父親は清日子、母親は当摩之咩斐。伯父の多遅摩比多訶との間に、葛城高顙媛を儲けた。

## 祭神
福井県三方郡美浜町菅浜にある須可麻神社では、菅竈由良度美を祭神としている。